# Laura va
«Laura va» es una canción compuesta por el músico argentino Luis Alberto Spinetta, que integra -como track 9 y último- el álbum Almendra I de 1969, de la banda de rock Almendra, álbum que ha sido ubicado en la sexta posición entre los mejores de la historia del rock argentino. Ha sido señalado entre los temas más importantes del cancionero de Spinetta.
Almendra estaba integrada por Luis Alberto Spinetta (guitarra y primera voz), Edelmiro Molinari (primera guitarra), Emilio del Guercio (bajo y coros) y Rodolfo García (batería). En el tema actúa como músico invitado Rodolfo Mederos en bandoneón y una orquesta dirigida y arreglada por Rodolfo Alchourron.
La canción fue seleccionada por Spinetta para interpretar en el concierto unplugged de la cadena MTV, registrado en el disco Estrelicia MTV Unplugged (1997), donde realiza una versión en la que canta acompañado de la Orquesta de Cuerdas de Miami dirigida por Carlos Franzetti, quien también ejecuta el piano.

## Contexto
Almendra I fue grabado en 1969 por la banda de rock Almendra contando con la primera participación de Luis Alberto Spinetta en un álbum.
Tuvo un impacto fundacional en la música popular argentina. En 1985 el periodista Carlos Polimeni realizó una compulsa entre periodistas y músicos destacados del rock argentino sobre los álbumes más influyentes del rock argentino. De los 31 músicos que contestaron, 23 de ellos escogieron el primer álbum de Almendra, seguido lejos de Yendo de la cama al living de Charly García con 12 elecciones y en tercer lugar otro álbum de Spinetta, Artaud, con 10.
El álbum abre también con la canción "Muchacha (ojos de papel)", considerada la segunda mejor canción de la historia del rock argentino, tanto en el ranking realizado por la revista Rolling Stone y la cadena MTV, como en la realizada por el sitio Rock.com.ar.
En la segunda mitad de la década de 1960 había estallado mundialmente el rock como contracultura juvenil: Los Beatles, el movimiento hippie, el pelo largo, jean, la minifalda y el unisex, la revolución sexual, la oposición a la guerra de Vietnam... En ese momento el rock era un género musical esencialmente anglosajón, que solo excepcionalmente se cantaba en español y cuando se hacía, sufría la desvalorización mediática y social, además de carecer casi siempre de originalidad musical y profundidad lírica. En Argentina, en la segunda mitad de la década de 1960 y sobre todo a partir del éxito del sencillo "La balsa" de la banda Los Gatos en 1967, comenzó a aparecer una corriente roquera original, conocida como "rock nacional", cantado en español, que adquirió una masividad creciente y una fuerte capacidad de identificación entre los jóvenes.
El álbum Almendra impactó en ese contexto, definiendo la originalidad, la masividad y la calidad del llamado "rock nacional" argentino en gestación.

Se trata del disco que abrió una dimensión nueva en la canción argentina, la de la canción con armonías de marcado cuño beatle fusionados con elementos del tango, el jazz y el folclore, que luego transitarían Charly García, Fito Páez, Andrés Calamaro y tantos otros.
Juan Francisco Gentile.

## Los códigos del hombre de la tapa
Las canciones del álbum están clasificadas de acuerdo a tres códigos figurativos, referidos al hombre de la tapa: el ojo, la lágrima y la flecha de sopapa. A "Laura va" le corresponde la flecha-sopapa, al igual que "Ana no duerme" y "Fermín". El sobre interior indica que la flecha-sopapa corresponde a los "temas que les cantan los hombres a esa lágrima del hombre de la tapa, atados a sus destinos".

## La canción
El tema tiene una clara influencia de la canción "She's Leaving Home" (Ella se va de casa), de la banda inglesa The Beatles, lanzado dos años antes en el álbum Sgt. Pepper's Lonely Hearts Club Band.

Laura va es una réplica de "She's leaving home" de Los Beatles. Después de escuchar esa canción, no quise privarme de componer algo que se pudiera orquestar de esa forma. Me acuerdo de haberla compuesto un año y medio, o quizá dos años antes de que Almendra la grabara.
Luis Alberto Spinetta

Para eso Spinetta recurriría a la capacidad de orquestación y dirección de Rodolfo Alchourron. "She's leaving home" y "Laura va" tratan ambas de una joven que deja su hogar, en evidente conflicto con sus padres, para irse ambas con el hombre del que están enamoradas. Los temas sin embargo se diferencian temática y musicalmente. A diferencia de la famosa canción de Los Beatles, en donde el descontento de la joven aparece como imprevisto y sorpresivo para sus padres, quienes además se preguntan qué habrán hecho mal, en "Laura va", los padres no aparecen y su vida familiar se describe como "toda una vida de penas", característica de una niña que ha sufrido abusos.
Musicalmente la canción se enmarca dentro de una psicodelia suave y melancólica, que por momentos adopta la cadencia del tango. Además es decisiva la participación en este tema de Rodolfo Alchourron y Rodolfo Mederos. 
Rodolfo Alchourron era por entonces ya un reconocido y consagrado músico proveniente de una generación anterior a Spinetta, de estricta formación clásica, que se había desarrollado en el jazz argentino con músicos como el Gato Barbieri y Santiago Giacobbe, y que comenzaba a trabajar en proyectos de música de vanguardia de fusión con el tango, con Rodolfo Mederos, con quien al año siguiente de grabar con Almendra formaría el conjunto Sanata y Clarificación, referente clave en la fusión del jazz, el tango y el rock, en la historia de la música argentina. Alchourron trabajó con plena libertad en los arreglos y la dirección de la orquesta que acompaña a Almendra, logrando un resultado superlativo.
Rodolfo Mederos tenía 10 años más que Spinetta y era uno de los bandoneonistas brillantes de la nueva generación del mundo del tango argentino, con el que el rock argentino había mantenido escasa relación, cuando no un enfrentamiento abierto. Su participación en "Laura va" constituye la primera en la historia del rock en incluir un bandoneón.
La decisión de los casi desconocidos jóvenes de Almendra de invitar a un músico consagrado proveniente del jazz como Alchourron y a un bandoneonista joven ya exitoso proveniente del tango, era una audacia y una decisión artística precursora para toda la música popular argentina, fracturada en varios géneros completamente separados. "Laura va" es el último tema del primer álbum de Almendra disco, y de algún modo es la síntesis de la heterogeneidad que caracteriza a un disco repleto de variaciones, instrumentaciones complejas, cambios de ritmos y demás "aventuras musicales" completamente extrañas para la época y el país en donde se realizaban.

## Versiones
Como se menciona arriba la versión original del tema se encuentra en el álbum "Almendra", con arreglos orquestales de director Rodolfo Alchourrón y de Rodolfo Mederos en bandoneón.
Otra versión destacada y muy diferente de la original, es la que Spinetta ejecutó junto a su grupo de apoyo Los Socios del Desierto en el recital unplugged realizado dentro del famoso ciclo de MTV, en 1997, y difundido de manera incompleta en formato CD de audio bajo el título Estrelicia MTV Unplugged, y más adelante de manera completa, en formato DVD. En esta versión la voz de Spinetta está acompañada por una orquesta de cuerdas, dirigida por Carlos Franzetti y un piano ejecutado por Juan Carlos "Mono" Fontana, en un arreglo del propio Franzetti, en el que abundan las disonancias.